# KKRホテル博多
KKRホテル博多（ケーケーアールホテルはかた、KKR HOTEL HAKATA）は、福岡市中央区薬院にある、国家公務員共済組合連合会が運営するホテル。
近くに、福岡雙葉学園や福岡市動植物園、福岡中央病院（旧・福岡逓信病院）がある。福岡市の中心部に位置しており、天神や博多へのアクセスが良い。中にはレストランも2店舗併設されている。

## アクセス
- 地下鉄七隅線 - 薬院大通駅より徒歩3分
- 西鉄バス - 南薬院バス停より徒歩1分